# Astrothalamus
Astrothalamus é um género botânico pertencente à família Urticaceae.